# Аржес, Саид Пауло
Саид Пауло Аржес (порт.-браз. Said Paulo Arges; 8 октября 1905, Конгоньяс — 16 апреля 1994, Конгоньяс) — бразильский футболист, нападающий. После завершения игровой карьеру работал тренером, директором телеканала и на три срока избирался депутатом штата.

## Карьера
Саид родился в арабской колонии в Бразилии вместе с братьями Педро и Жуаном Пауло. Он начал карьеру в клубе «Олимпик» из Барбасены. Оттуда он перешёл в «Сирио» из Белу-Оризонти, где играло множество ливанских мигрантов. В 1927 году Саид стал игроком клуба «Атлетико Минейро», где дебютировал 10 апреля в матче с «Америкой Минейро» (2:2). 21 апреля он забил первый мяч за клуб, поразив ворота «Эспорте» (6:2). В том же году футболист выиграл чемпионат штата, в решающей игре первенства сделав хет-трик. 22 сентября 1929 года Саид забил 6 голов во встрече с «Санта-Крузом». 23 августа 1931 года он забил семь голов в ворота «Калафате». В этот же год нападающий выиграл свой второй титул чемпиона штата. 10 октября 1932 года Саид вновь забил шесть голов в матче с «Санта-Крузом». В клубе Саид вместе с Марио де Кастро и Жаиро сформировал три нападения, которую прозвали «Чёртово трио» (Trio Maldito), за то что забили 459 голов в 99 матчах.
В 1933 году Саид перешёл в клуб «Флуминенсе», где дебютировал 16 апреля в матче с «Коринтиансом» (4:4), забив первые два гола за команду. В клубе он играл полгода, проведя 14 матчей и забив 7 голов. Последний матч за клуб Саид провёл 3 сентября в матче с тем же «Коринтиансом» (1:2), в котором был удалён с поля. Затем игрок возвратился в «Атлетико Минейро», где 29 июля 1934 года провёл последнюю в карьере игру против «Америки Минейро» (2:0). Всего за клуб футболист сыграл 107 матчей и забил 100 голов, по другим данным 142 гола. После завершения игровой карьеры Саид стал тренером. Он четыре раза возглавлял «Атлетико Минейро». Клуб под его руководством провёл 100 матчей, из которых выиграл 57, 17 свёл вничью и 26 проиграл. Также он работал директором клуба. В 1942 году Саид получил юридическое образование. В конце 1950-х годов он стал директором телеканала Вила Рика. Также Саид трижды, с 1959 по 1963 год, с 1971 по 1975 год и с 1975 по 1979 год, становился депутатом штата Минас-Жерайс.

## Достижения

### Командные
- Чемпион штата Минас-Жерайс: 1927, 1931, 1932

### Личные
- Лучший бомбардир Чемпионата Бразилии среди сборных штатов: 1933 (4 гола)